# Cinconismo
El cinconismo es la intoxicación por quinina. Produce un síndrome caracterizado en su forma leve por tinnitus, deficiencia de la audición de sonidos agudos, cefalea, náuseas, mareos y disforia, y en ocasiones acompañado por trastornos visuales, generalmente se presentan manifestaciones centrales.

## Quinina
La quinina es el alcaloide principal que se extrae de la planta Cinchona pubescens. Tiene actividad antipalúdica esquizonticida sobre todas las especies de Plasmodium, y gametocida sobre Plasmodium vivax y Plasmodium malariae. Está indicado particularmente en el tratamiento de la malaria por cepas de Plasmodium falciparum resistentes a la cloroquina. Además tiene propiedades analgésicas, antipiréticas y depresoras cardíacas.
La quinina está contraindicada en bradiarritmias y depresión del sistema nervioso central. También es teratogénica y sabe muy amarga.

## Cuadro clínico
Este síndrome se caracteriza por alteraciones visuales, auditivas, gastrointestinales y hematológicas, además de la aparición de bultos en la cabeza del paciente.
Los pacientes presentan:
- Visión borrosa
- Tinnitus
- Cefalea
- Desorientación
- Psicosis